# 維也納外交關係公約
《維也納外交關係公約》，规范的缩写为，是一项界定独立国家间外交关系框架的国际条约。條約目的是創建一套統一的外交規則，使外交官能够在不担心受到东道国胁迫或骚扰的情况下履行职责。
《维也纳外交关系公约》构成了外交豁免权的法律基础。该公约被广泛地视为现代国际关系的基石，於1961年4月18日於聯合國外交往來與豁免權會議中採用，它被認為是聯合國起草的最成功的法律文書之一。
條約於1964年4月24日正式生效。截至2020年6月，已有193个国家批准了该公约（联合国会员国中帛琉及南苏丹并未签署批准，而两个联大观察员国梵蒂冈和巴勒斯坦则也批准了该公约）。

《維也納外交關係公約》簽約國

## 外部連結
- Treaty text - PDF （页面存档备份，存于）
- Related Treaty text - PDF （页面存档备份，存于）